# Acantharcturus acutipleon
Acantharcturus acutipleon là một loài chân đều trong họ Antarcturidae. Loài này được Schultz miêu tả khoa học năm 1981.